# 擔幡買水
擔幡買水是儒家文化圈傳統喪事時的儀式，有清潔死者的功能，由死者的至親於喪禮中負責。
擔幡則指由死者的長子嫡孫提著引魂幡，代表引領亡靈升天。或謂出殯當日孝子手執木棍，棍端綁有白色布條隨風飛揚，謂之幡，告知喪事之用。
買水或買天水，是指大殮之日，孝子執缽沿街痛哭，行至河處即拿一文錢扔入河中，然後用缽裝水，回家為於遺體旁上下擦三次以潔凈遺體。
臺灣喪葬稱之為乞水。孝子等人攜帶碗一個、線香、紙錢（刈金、金白錢等）、兩枚銅錢等，沿途拋灑金白錢（路費），走到河邊，首先點燃線香（插在河邊）、焚燒刈金向水神禱告，「因喪事要乞討一些水回家，清潔遺體」，之後取銅錢擲杯請示神諭，如獲得同意，即將兩枚銅錢擲入水中，用碗裝水回家。如不同意，則跪下叩首，再擲杯請示，直到獲得神諭許可為止。　　
以前的人過世，並非在殯儀館治喪，先人遺體是放在家中，辦理後事。古時非如今日，可從自來水管當中取用水，以前是要到最近家的河流取水回家，世家望族則是延請比丘、道士念經，擲買路錢，從河流裏請水返家用，這些河水返家替先人沐浴。 　　
發展至今已經簡化，今日往往在殯儀館內門前大窗下用水桶盛水，到時預備壹個1元硬幣，將該硬幣放入水桶內，或者放在水管邊，然後盛水回用，1元硬幣便不再取回。
廣東人認為，所有喪事的物品並不可以白拿的，定要喪家的真金白銀買回來，沒有贈禮。